# Acanthomysis longicauda
Acanthomysis longicauda är en kräftdjursart som beskrevs av Murano 1991. Acanthomysis longicauda ingår i släktet Acanthomysis och familjen Mysidae. Inga underarter finns listade i Catalogue of Life.